# Obihiro
Obihiro (jap. 帯広市 Obihiro-shi) – miasto w Japonii, w okręgu specjalnym Hokkaido, jest stolicą podprefektury Tokachi. Obihiro położone jest  w południowej części wyspy Hokkaido, na nizinie Tokachi. Miasto ma powierzchnię 619,34 km². W 2020 r. mieszkało w nim 166 536 osób, w 79 933 gospodarstwach domowych  (w 2010 r. 168 057 osób, w 75 252 gospodarstwach domowych) .

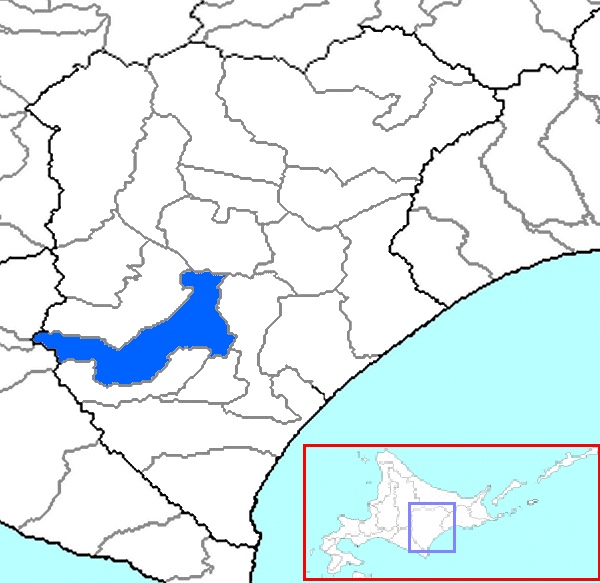

W mieście znajduje się stacja kolejowa Obihiro.
W mieście rozwinął się przemysł spożywczy, maszyn rolniczych, drzewny oraz lniarski.